# سيدريك واتسون
سيدريك واتسون (بالإنجليزية: Cedric Watson)‏ هو عازف كمان وموسيقي أمريكي، ولد في 1983.

## وصلات خارجية
- سيدريك واتسون على موقع ميوزك برينز (الإنجليزية)